# Calliotropis echidnoides
Calliotropis echidnoides là một loài ốc biển, là động vật thân mềm chân bụng sống ở biển thuộc họ Calliotropidae.